# Souhlasíš se vším?
…souhlasíš se vším? je třetí studiové album české punk-rockové kapely Totální nasazení, které bylo vydané v roce 1998 pod značkou Popron Music. Nahráno bylo ve studiu Hostivař. Na albu se nachází 18 písní.

## Seznam skladeb
| Pořadí | Název              | Hudba                       | Text                          | Délka |
| ------ | ------------------ | --------------------------- | ----------------------------- | ----- |
| 1.     | God save the chief | Tradicional                 | Tradicional                   | 0:09  |
| 2.     | Napůl              | Svatopluk Šváb              | Pavel Pospíšil                | 3:11  |
| 3.     | Nemluví-šeptají    | Pavel Pešata                | Pavel Pešata                  | 2:33  |
| 4.     | Otrokáři           | Svatopluk Šváb              | Svatopluk Šváb                | 2:51  |
| 5.     | Hegeš              | Svatopluk Šváb              | Svatopluk Šváb                | 3:18  |
| 6.     | Slunce             | Pavel Pešata                | Pavel Pešata                  | 2:43  |
| 7.     | Pohled za horizont | Svatopluk Šváb              | Pavel Pospíšil                | 3:07  |
| 8.     | Nahá naděje        | Pavel Pešata                | Pavel Pešata                  | 2:18  |
| 9.     | Zase dál           | Pavel Pešata                | Martin Janda                  | 3:56  |
| 10.    | Pohádka o bídě     | Svatopluk Šváb              | Svatopluk Šváb                | 2:43  |
| 11.    | Dezertér           | Svatopluk Šváb              | Svatopluk Šváb                | 1:24  |
| 12.    | Kdo je J.K.        | Svatopluk Šváb, Tradicional | Svatopluk Šváb                | 1:04  |
| 13.    | Správnej tým       | Svatopluk Šváb              | Svatopluk Šváb                | 2:52  |
| 14.    | Strach             | Pavel Pešata                | Pavel Pešata                  | 3:10  |
| 15.    | Kanálník           | Svatopluk Šváb              | Svatopluk Šváb, Miroslav Šváb | 2:33  |
| 16.    | Souhlasíš se vším? | Svatopluk Šváb              | Pavel Pospíšil                | 2:27  |
| 17.    | Africká smrt       | Svatopluk Šváb              | Pavel Pospíšil                | 4:25  |
| 18.    | Game over          | Svatopluk Šváb              | Svatopluk Šváb, Pavel Pešata  | 1:38  |

## Sestava při nahrávání
- Svatopluk Šváb – baskytara, rumbakoule, ozvučená dřeva, vokály
- Pavel Pešata – kytara, kazoo, ozvučená dřeva, vokály
- Pavel Pospíšil – bicí, vokály
- Jana Kolářová – sbory, zobcová flétna
- Pavel Marcel – mluvené slovo, asistent zvuku
- Zdeněk Šikýř – zvukový inženýr, mixování
- Pavel Hejč – mastering[2]